# Bacon-Chiffre
Der Bacon-Chiffre ist ein auf Francis Bacon zurückgehendes Steganographieverfahren. Jedem Buchstaben des Ursprungstextes wird dabei ein fünfstelliger Code zugeordnet:
| Buchstabe | Code  |  | Buchstabe | Code  |  | Buchstabe | Code  |
| --------- | ----- |  | --------- | ----- |  | --------- | ----- |
| A         | aaaaa |  | I, J      | abaaa |  | R         | baaaa |
| B         | aaaab |  | K         | abaab |  | S         | baaab |
| C         | aaaba |  | L         | ababa |  | T         | baaba |
| D         | aaabb |  | M         | ababb |  | U, V      | baabb |
| E         | aabaa |  | N         | abbaa |  | W         | babaa |
| F         | aabab |  | O         | abbab |  | X         | babab |
| G         | aabba |  | P         | abbba |  | Y         | babba |
| H         | aabbb |  | Q         | abbbb |  | Z         | babbb |

Das Wort „Wikipedia“ würde kodiert als:

„babaa abaaa abaab abaaa abbba aabaa aaabb abaaa aaaaa“.
Diese Kodierung wird nun in einem Text versteckt. Hierfür gibt es mehrere Verfahren:
- Für die einzelnen Buchstaben eines Textes können zwei unterschiedliche Schriftarten benutzt werden. Eine Schriftart steht dabei für den Buchstaben a, die andere für den Buchstaben b: „Dies ist eine fast unauffällige Nachricht, oder etwa nicht?“ Francis Bacon hat hierzu eine Handschrift aus 21 Zeichen entwickelt, bei der es für jeden Groß- und Kleinbuchstaben zwei unterschiedliche Formen gibt.[1] Dies ist die ursprüngliche Form des Bacon-Chiffres.

- Statt verschiedene Schriftarten zu verwenden, können für „a“ Kleinbuchstaben und für „b“ Großbuchstaben benutzt werden: „DiEs isT eine FasT uNauffÄLLige NachriCHt, Oder etwa nicht?“

- Man bildet einen Satz, bei dem die Anfangsbuchstaben der Wörter für die Buchstaben „a“ und „b“ stehen. Beginnt ein Wort mit einem der Buchstaben A-M, so steht er für „a“. Wörter, die mit N-Z beginnen, stehen für ein „b“. Beispiel: „Winter am Nordpol ist meist gleich. Nur am Anfang ist es seltsam. Aber dann wird man sich daran gewöhnen. Ganz kalt sind Wasser und Eis. Der Eisbär schwimmt im Meer. Hilfe ist meist nicht vorhanden. Aber nie aufgeben. Ich bin doch erst einen Kilometer entfernt.“

- Möchte man die Übertragung einer geheimen Nachricht nicht verschleiern, so lässt sich der Bacon-Chiffre auch zur Verschlüsselung benutzen. Hierbei wählt man für jedes „a“ zufällig einen der Buchstaben A-M, für jedes „b“ einen der Buchstaben N-Z: „SDUAG MTBAH JQCLN EZEBI AVOXK MATHE BACON BXDFH DKCEI“.

- Eine weitere Möglichkeit besteht darin, dass „a“ und „b“ für ein- bzw. zweisilbige Wörter stehen. Ein Problem hierbei ist gegebenenfalls, dass zweisilbige Wörter seltener als einsilbige vorkommen und somit einerseits die Konstruktion des Textes schwierig wird, andererseits die Anwendung nachweisbar werden könnte.[2] Legt man, anders als im verlinkten Beispiel, fest, dass mehr als eine Silbe (also auch drei-, vier- und weitere vielsilbige Wörter) als „b“ gelten, kann man „Wikipedia“ mit dieser scheinbar unverfänglichen SMS unter befreundeten Kollegen darstellen: „Obwohl ich morgen nicht die Zeit habe, um dich mal zu besuchen, bin ich sicher, wir treffen uns noch in der Urlaubszeit, sodass endlich mal Zeit zum Karten-spielen wie im Jahr vor dem neuen Schichtplan ist. Sicher ist dann auch Zeit für ein Glas Bier.“

## Analyse
Ist das Verfahren bekannt, so lässt sich der Text leicht entziffern. Benutzt man für jeden Buchstaben „a“ oder „b“ ein eigenes Wort, so besteht die Schwierigkeit darin, einen unauffälligen Text zu schaffen, der nicht durch einen auffälligen Satzbau oder unübliche Wörter auffällt. Die Analyse wird bedeutend schwieriger, wenn zunächst der Text verschlüsselt wird, da es sich – bei guten Kryptosystemen – danach um eine nahezu gleichverteilte, zufällige Zeichenkette handelt, welche jeder Text enthält, und zwar auch, wenn er gar keine Steganographie enthält. Somit wird jeder Text zu einem potentiellen Steganogramm, dessen Inhalt verschlüsselt ist, und der Nachweis ist kaum möglich.
Bacons Chiffre ist eine der ersten Anwendungen des Dualsystems in Europa.

## Bacon und Shakespeare
Es wurde vermutet, dass die Theaterstücke, deren Urheberschaft William Shakespeare zugeschrieben werden, tatsächlich von Bacon verfasst wurden, und dass diese Theaterstücke steganographische Nachrichten enthalten. Die Forscher Ignatius L. Donnelly und Elizabeth Wells Gallup versuchten, derartige Steganogramme über eine Steganalyse der frühen Druckausgaben von Shakespeares Werken aufzufinden.
Die amerikanischen Kryptologen William und Elizebeth Friedman widerlegten die Behauptung, dass die Werke von Shakespeare steganographierte Kryptogramme enthalten, welche die Urheberschaft von Bacon oder allen anderen Kandidaten aussagen, in ihrer Publikation The Shakespeare Ciphers Examined (1957).